# Északi bíborfecske
Az északi bíborfecske (Progne subis) a madarak (Aves) osztályának verébalakúak (Passeriformes) rendjébe, ezen belül a fecskefélék (Hirundinidae) családjába tartozó faj.

## Rendszerezése
A fajt Carl von Linné svéd természettudós írta le 1758-ban, a Hirundo nembe Hirundo subis néven.

## Alfajai
- Progne subis subis – Észak-Amerika keleti része
- Progne subis hesperia – Arizona és Mexikó nyugati része
- Progne subis arboricola – az Egyesült Államok nyugati része

## Előfordulása
Az Amerikai Egyesült Államok és Kanada egyes részein fészkel. Különösen a keleti parton fordul elő nagy számban. Telelni délre vonul, Közép-Amerikán és a Karib-térségen keresztül eljut Dél-Amerikába is.
Természetes élőhelyei a mérsékelt övi erdők, szubtrópusi és trópusi síkvidéki és hegyi esőerdők, száraz erdők és cserjések, mocsarak és tavak környékén, valamint legelők és városi régiók.

## Megjelenése
Testhossza 19 centiméter, testtömege 48-64 gramm. A hím tollazata fényesen csillogó sötét ibolyaszínű, a szárny és a farok fakóbb. A tojó hasoldala szürke, máshol túlnyomórészt fakóbarna, fején és szárnya felső felületén enyhe ibolyakék árnyalattal. Csőrét hatalmasra tudja tárni a madár, hogy repülés közben el tudja kapni a rovarokat. Rövid lába járásra kevésbé alkalmas, de jól meg tud vele kapaszkodni.
|  |  |

## Életmódja
A bíborfecske társas vándormadár. Tápláléka, melyet repülés közben kap el, rovarokból áll. Legfeljebb 8 évig él.

## Szaporodása
A madár 1-2 évesen éri el az ivarérettséget. A költési időszak áprilistól júliusig tart. Évente legfeljebb háromszor költ. Egy fészekaljban 4-6 fehér tojás található, melyeken mindkét szülő, de azért inkább a tojó 16 napig kotlik. A fiatal madarak 24-28 nap után repülnek ki.

## Természetvédelmi helyzete
Az elterjedési területe rendkívül nagy, egyedszáma pedig stabil. A Természetvédelmi Világszövetség Vörös listáján nem fenyegetett fajként szerepel.